# Mince de planète
Pour plus de détails, voir Fiche technique et Distribution.
Mince de planète (titre original : Visit to a Small Planet) est un film américain de Norman Taurog sorti en 1960.

## Synopsis
Malgré l'interdiction de son professeur, Kreton, un enfant extra-terrestre, quitte sa planète pour visiter la Terre. Il atterrit dans le jardin d'un journaliste.

## Fiche technique
- Titre original : Visit to a Small Planet
- Réalisation : Norman Taurog
- Scénario : Edmund Beloin et Henry Garson d'après une histoire de Gore Vidal
- Directeur de la photographie : Loyal Griggs
- Montage : Frank Bracht et Warren Low
- Musique : Leigh Harline
- Costumes : Edith Head
- Production : Hal B. Wallis
- Genre : science-fiction, Comédie
- Pays de production :  États-Unis
- Durée : 85 minutes
- Dates de sortie :
  - États-Unis : 4 février 1960
  - France : 19 avril 1961 [1]

## Distribution
- Jerry Lewis (VF : Jacques Dynam) : Kreton
- Joan Blackman (VF : Françoise Dorléac) : Ellen Spelding
- Earl Holliman (VF : Serge Lhorca) : Conrad
- Fred Clark (VF : Claude Péran) : Major Roger Putnam Spelding
- John Williams (VF : Maurice Dorléac) : Delton
- Jerome Cowan (VF : Pierre Leproux) : George Abercrombie
- Gale Gordon (VF : Jean-Henri Chambois) : Bob Mayberry
- Lee Patrick (VF : Hélène Tossy) : Rheba Spelding
- Milton Frome (VF : Lucien Bryonne) : le commissaire de Police
- Ellen Corby (VF : Henriette Marion) : Mabel Mayberry
- Barbara Lawson : Desdemona, la danseuse beatnik
- Edward G. Robinson Jr. (non crédité) : Melnick